# Азиза
Ази́за Абдурахи́мовна Мухаме́дова, более известная мононимно как Ази́за (род. 10 апреля 1964, Ташкент, СССР) — советская, узбекская и российская певица, композитор и поэтесса-песенник. Народная артистка Карачаево-Черкесии (2010).

## Биография

### Ранние годы
Азиза Мухамедова родилась 10 апреля 1964 года в столице Узбекской ССР — Ташкенте, в семье профессиональных музыкантов. Отец — Абдурахим Мухамедов (10 июля 1923—1980), композитор, заслуженный деятель искусств Узбекской ССР (1975), ветеран Великой Отечественной войны, наполовину узбек и наполовину уйгур, происходил из семьи потомственных пекарей. Умер, когда Азизе было пятнадцать лет. Мать — Рафика Ахметшевна Мухамедова (Хайдарова; 31 декабря 1924 — 22 ноября 2015), родом из посёлка Старая Кулатка Ульяновской области, татарка, была солисткой Государственной академической хоровой капеллы Узбекской ССР, преподавала в музыкальной школе, работала дирижёром. Азиза — младшая из трёх сестёр.
С шестнадцати лет Азиза начала выступать солисткой в ташкентском вокально-инструментальном ансамбле «Садо», в составе которого гастролировала по Советскому Союзу и за его пределами, а также впервые вышла в финал Всесоюзного телефестиваля «Песня—86» с песней «Счастья первому дому» (Олег Иванов — Лев Ошанин).
В 1988 году, после окончания Ташкентской консерватории, певицу направили на третий Всесоюзный телевизионный конкурс молодых исполнителей советской эстрадной песни в Юрмале (Латвийская ССР), на котором она не заняла призового места, но была удостоена приза зрительских симпатий.

### Карьера
В 1989 году Азиза переехала из Ташкента в Москву, где началась её сольная карьера. Популярность к ней пришла благодаря песне «Твоя улыбка», которая сразу стала хитом. В этом же году Азиза выпустила свой дебютный альбом «Aziza».
В 1991 году за кулисами сборного концерта советских звёзд в Санкт-Петербурге охранник Азизы Игорь Малахов подрался с охранниками Игоря Талькова, в результате чего певец был убит при невыясненных обстоятельствах. После этого Азиза выпала из музыкальной жизни. Началась травля певицы, телеканалы объявили ей бойкот, перестали приглашать на съёмки, люди из шоу-бизнеса сторонились, не приглашали на мероприятия. Поддержали артистку только Иосиф Кобзон, Алла Пугачёва, Илья Резник и Ирина Понаровская.
В 1993 году с песней «За свою любовь» (А. Иванов — А. Девяткин) Азиза вышла в финал российского телевизионного фестиваля «Песня года». В 1995 году вернулась на эстраду с новыми песнями, а в 1997 году вышел её новый альбом «Всё или ничего». В 1999 году певица начала сотрудничество со Стасом Наминым. В результате в её репертуаре появились песни в стиле поп-рок с влиянием восточной музыки.
В 2006 году певица исполнила вместе с Игорем Тальковым-младшим песню «Этот мир».
В 2007 году Азиза приняла участие в телевизионном музыкальном конкурсе «Ты — суперстар!» на телеканале «НТВ» и стала победительницей во всех номинациях, а в 2008 году выпустила альбом «Размышление», большая часть песен которого написана при её собственном участии. Продюсером альбома выступил Вячеслав Ворон.
В 2015 году стала победителем второго сезона телевизионного шоу перевоплощений «Точь-в-точь» на «Первом канале».
6 октября 2015 года приняла участие в гала-концерте 14-го международного конкурса молодых исполнителей «Новая волна» в городе-курорте Сочи с песней «Проще не понять».
C сентября 2016 года — участница суперсезона шоу «Точь-в-точь».
В 2021 году — участница 2-го сезона шоу «Маска» в образе Пингвина. В финале четвёртого выпуска шоу по голосованию зрителей попала в номинацию на снятие маски, далее по решению жюри сняла маску. Азиза расплакалась и была крайне разочарована своим вылетом из шоу и спешно покинула сцену, хотя по правилам шоу должна была исполнить финальную песню уже без маски.

### Личная жизнь
С 1991 по 1993 год певица состояла в отношениях с Игорем Викторовичем Малаховым (13 мая 1963 — 4 июля 2016), одним из подозреваемых в убийстве Игоря Талькова. 6 октября 1991 года, когда произошло убийство, Азиза потеряла ребёнка: Валерий Шляфман попытался ударить Игоря Малахова, но попал в живот беременной Азизы. Игорь Малахов написал для Азизы песни «Викинги», «Аляска», «Может быть, зря», «Пустыня», «На небе, на звёздах».
Летом 2010 года Азиза познакомилась с бизнесменом из Санкт-Петербурга Александром Бродолиным (род. 18 июля 1969), с которым находилась в отношениях 7 лет до по 2017 года.
Впервые официально Азиза вышла замуж в августе 2021 года за итальянского ресторатора Алессандро Лортэ. В сентябре того же года стало известно, что муж Азизы — выходец из России, и его настоящее имя Александр Соколов. В начале февраля 2022 года окружение артистки рассказало о расставании пары накануне венчания.
В 2005 году Азиза сменила вероисповедание (ислам), приняв православие. Имя в крещении — Анфиса. На вопрос о том, верующий ли она человек, певица ответила: 

«Да. Пять лет назад я приняла православие. Хотя родилась в мусульманской семье, в семи поколениях мои предки были служителями в мечетях, имамами, муфтиями. Причины, которые меня побудили принять православие, очень личные, и говорить я о них не буду…»— Азиза, 16 июня 2010 года.

## Дискография

### Студийные альбомы
- 1985 — «Ташкентская легенда» (в составе ВИА «Садо»)
- 1989 — «Aziza»
- 1997 — «Всё или ничего»
- 2003 — «Через столько лет»
- 2008 — «Размышление»
- 2009 — «По берегу шансона»
- 2013 — «Млечный путь»
- 2019 — «Мы счастливы»

### Магнитоальбом
- 1991 — «Азиза-91»

### Сборники
- 2003 — «Звёздная коллекция»
- 2004 — «Любовное настроение»
- 2014 — «Рай неземной»
- 2019 — «Избранное»
- 2019 — «The Best»
- 2019 — «Неизданное»
- 2019 — «Дуэты»

### Синглы
- 1982 — «Здраствуйте, люди» (миньон, в составе ВИА «Садо»)
- 2015 — «Хочу, чтоб птицы пели в январе...»
- 2019 — «Твоя улыбка» (макси-сингл)
- 2020 — «Рябина»
- 2020 — «Я хочу искупаться в любви»
- 2023 — «Любимые не умирают»

## Видеография
- 1988 — «Матриархат»
- 1989 — «Дождь будет биться в стекло»
- 1989 — «Амур»
- 1989 — «Маршал любви»
- 1990 — «Лето с тобой»
- 1990 — «Анаконда»
- 1990 — «Память» (с Игорем Тальковым)
- 1990 — «Неведомый мужчина»
- 1990 — «Твоя улыбка»
- 1991 — «Опять одна»
- 1991 — «Клеопатра» (2 версии)
- 1996 — «Легенда о слепом орле»
- 1997 — «Всё или ничего»
- 1998 — «Кристалл»

### Участие в клипе другого исполнителя
- 2024 — «Чёрная пантера» (Филипп Киркоров)

## Участие в конкурсе «Песня года»
Азиза неоднократно выходила в финал фестиваля Песня года:
- 1986 (промежуточный) — «Унутма мени (Не забывай меня)» (в составе ВИА «Садо»)
- 1986 (финал) — «Счастье первому дому» (в составе ВИА «Садо»)
- 1990 (финал) — «Твоя улыбка»
- 1991 (промежуточный) — «Мне беда — не беда»
- 1993 (финал) — «За свою любовь»
- 1994 (финал) — «Беженцы»
- 1995 (промежуточный) — «За грехи твои»
- 1995 (финал) — «Верь, любимый мой»
- 1996 (промежуточный) — «Легенда о слепом орле»
- 1996 (финал) — «Невезуха»
- 1997 (финал) — «Всё или ничего»
- 1998 (промежуточный) — «Ревность»
- 1999 (финал) — «Твоя улыбка»

## Участница развлекательных телешоу
- 2007 — «Ты — суперстар!» (1 сезон, победительница)
- 2015 — «Точь-в-точь» (2 сезон, победительница)
- 2015 — «Точь-в-точь» (3 сезон, третейский судья 1-го выпуска)

- 2016 — «Точь-в-точь» (4 сезон)

- 2021 — «Маска» (2 сезон)
- 2025 — «Суперстар! Возвращение» (5 сезон, 3 место)

## Звания
- Народная артистка Карачаево-Черкесии (2010)